# Jammin' in Hi Fi with Gene Ammons
Jammin' in Hi Fi with Gene Ammons — студійний альбом американського джазового саксофоніста Джина Еммонса, випущений у 1957 році лейблом Prestige Records.

## Опис
Тенор-саксофоніст Джин Еммонс очолив серію визначних студійних джем-сесій у 1950-х роках і ця є однією з найкращих. З чудовими молодими музикантами, а саме трубачем Ідрісом Суліманом, альтистом Джекі Мак-Ліном, піаністом Мелом Волдроном, гітаристом Кенні Берреллом, басистом Полом Чемберсом і ударником Артом Тейлором, Еммонс з колегами виконують композиції, що тривають від 11:58 і до 13:02 хв. 

## Список композицій
1. «The Twister» (Мел Волдрон) — 12:15
2. «Four» (Майлз Девіс) — 13:02
3. «Pennies from Heaven» (Джонні Берк, Артур Джонстон) — 13:02
4. «Cattin'» (Мел Волдрон) — 11:58

## Учасники запису
- Джин Еммонс — тенор-саксофон
- Ідріс Суліман — труба
- Джекі Мак-Лін — альт-саксофон
- Мел Волдрон — фортепіано
- Кенні Беррелл — гітара
- Пол Чемберс — контрабас
- Арт Тейлор — ударні

Технічний персонал
- Боб Вейнсток — продюсер, фотографія
- Руді Ван Гелдер — інженер
- Рід Майлз — дизайн
- Джон Германсадер — малюнок обкладинки